# Gryon oculatum
Gryon oculatum är en stekelart som beskrevs av G. Mineo 1983. Gryon oculatum ingår i släktet Gryon och familjen Scelionidae. Inga underarter finns listade i Catalogue of Life.